# Byctiscus fausti
Byctiscus fausti is een keversoort uit de familie Rhynchitidae. De wetenschappelijke naam van de soort werd voor het eerst geldig gepubliceerd in 1889 door David Sharp.